# ریچارد باورینگ
ریچارد باورینگ (انگلیسی: Richard Bowring؛ زادهٔ ۶ فوریهٔ ۱۹۴۷) دانشمند در زمینه مطالعات ژاپنی و شرق‌شناس در دانشگاه کمبریج اهل بریتانیا است.